# Second lord du Trésor
Le second lord du Trésor (en anglais : Second Lord of the Treasury) est le deuxième lord de la commission gouvernementale des lords du Trésor (Lords of the Treasury), exerçant l'ancien mandat du lord grand trésorier (Lord High Treasurer) du Royaume-Uni. C'est l'équivalent d'un ministre des Finances.
Son supérieur est le premier lord du Trésor (First Lord of the Treasury), poste principalement occupé par le Premier ministre. Ce poste, équivalent britannique du poste de trésorier des autres gouvernements, est presque toujours occupé par le chancelier de l'Échiquier (Chancellor of the Exchequer).